# Comuna Găujani, Giurgiu
Găujani este o comună în județul Giurgiu, Muntenia, România, formată din satele Cetățuia, Găujani (reședința) și Pietrișu.

## Așezare
Comuna se află în extremitatea sud-vestică a județului, pe malul stâng al Dunării, la limita cu județul Teleorman și la granița cu regiunea Ruse din Bulgaria. Este străbătută de șoseaua națională DN5C, care leagă Giurgiu de Zimnicea.

## Demografie
Componența etnică a comunei Găujani
     Români (74,67%)
     Romi (17,99%)
     Alte etnii (7,33%)
Componența confesională a comunei Găujani
     Ortodocși (87,94%)
     Creștini după evanghelie (2,25%)
     Adventiști (1,93%)
     Alte religii (0,54%)
     Necunoscută (7,33%)
Conform recensământului efectuat în 2021, populația comunei Găujani se ridică la 2.223 de locuitori, în scădere față de recensământul anterior din 2011, când fuseseră înregistrați 2.513 locuitori. Majoritatea locuitorilor sunt români (74,67%), cu o minoritate de romi (17,99%). Din punct de vedere confesional, majoritatea locuitorilor sunt ortodocși (87,94%), cu minorități de creștini după evanghelie (2,25%) și adventiști (1,93%), iar pentru 7,33% nu se cunoaște apartenența confesională.

## Politică și administrație
Comuna Găujani este administrată de un primar și un consiliu local compus din 11 consilieri. Primarul, Ionel Ciocan[*], de la Partidul Social Democrat, este în funcție din 1 noiembrie 2024. Începând cu alegerile locale din 2024, consiliul local are următoarea componență pe partide politice:
|  | Partid                    | Consilieri | Componența Consiliului | Componența Consiliului | Componența Consiliului | Componența Consiliului | Componența Consiliului |
|  | ------------------------- | ---------- | ---------------------- | ---------------------- | ---------------------- | ---------------------- | ---------------------- |
|  | Partidul Social Democrat  | 5          |                        |                        |                        |                        |                        |
|  | Uniunea Salvați România   | 4          |                        |                        |                        |                        |                        |
|  | Partidul Național Liberal | 2          |                        |                        |                        |                        |                        |

## Istorie
La sfârșitul secolului al XIX-lea, comuna făcea parte din plasa Marginea a județului Vlașca și era formată din satele Găujani și Petrișu, cu 1845 de locuitori. Existau în comună două școli mixte — una la Găujani, cu 38 de elevi (dintre care 6 fete), și una la Petrișu, cu 21 de elevi (dintre care 7 fete), o moară cu aburi, și două biserici. Anuarul Socec din 1925 o consemnează în plasa Dunărea a aceluiași județ, având 560 de locuitori în aceleași două sate.
În 1950, comuna a fost transferată raionului Giurgiu din regiunea București. În 1968, a trecut la județul Ilfov. În 1981, o reorganizare administrativă regională a dus la transferarea comunei la județul Giurgiu.

## Monumente istorice
Șase obiective din comuna Găujani sunt incluse în lista monumentelor istorice din județul Giurgiu ca monumente de interes local. Patru dintre acestea sunt situri arheologice: situl de la Cetățuia (la ieșirea din Cetatuia spre Găujani); așezarea din Epoca Bronzului (cultura Tei) din „Valea lui Guțu Gheorghe” de la sud de Găujani; situl de la „Pepeniște” (tot la sud de Găujani); și situl de la „Canalul Mare”, la est de Găujani. Celelalte două obiective sunt clasificate ca monumente de arhitectură: biserica „Adormirea Maicii Domnului” (1856) din Găujani și biserica „Cuvioasa Paraschiva” (1882) din centrul satului Pietrișu.

## Personalități
- Mariana Nicolesco (n. 1948 - d. 2022), soprană română.